# Usine PSA de Ryton
Le site industriel Peugeot - Citroën Ryton était une usine automobile de PSA Peugeot Citroën située à Ryton-on-Dunsmore dans le district de Rugby (Warwickshire) près de Coventry en Angleterre.
Acquis par Peugeot en 1978 avec la branche européenne de Chrysler, le site a souffert de son isolement géographique, donc de coûts logistiques plus forts et d'une moindre compétitivité industrielle. Il a fermé en 2007.

## Histoire
Le site est construit en 1939 par le groupe anglais Rootes (marques Hillman, Humber, Singer, Sunbeam, Talbot, Commer et Karrier) pour la production de moteurs et d'armes pendant la Seconde Guerre mondiale, avant d'être transformé en usine automobile en 1946. Il produit alors principalement des véhicules de marque Humber puis Hillman.
De 1967 à 1978, il appartient à Chrysler, qui l'avait acquis avec le tout le groupe Rootes pour constituer, avec le français Simca et l'espagnol Barreiros, un pool de filiales en Europe afin de concurrencer ses rivaux américains Ford et General Motors.
Peugeot acquiert Chrysler Europe en faillite pour un dollar symbolique en 1978. L'autre site ex-Rootes de Linwood, près de Glasgow, n'est pas conservé dans l'opération. Après les modèles Talbot, le site est dévolu à la production des Peugeot 309 (janvier 1986), puis Peugeot 405 (1988) et enfin Peugeot 306 (1993-2001) et Peugeot 206 (1998-2007). Le dernier lancement est le break 206 SW, dont il a un temps l'exclusivité de la production en Europe.
À partir de 2002, le site de Ryton fait les frais de la stagnation des ventes européennes de PSA puis de l'ouverture en 2006 de son site de Trnava en Slovaquie. La production décroît de 209 600 unités en 2003 à 180 300 en 2004, puis 129 600 unités en 2005 pour atteindre 107 000 voitures en 2006. À cette date, le groupe avance qu'une Peugeot 206 fabriquée à Ryton coûte 400 euros de plus que sur les autres sites PSA de Poissy et Madrid. Aucun investissement n'est plus annoncé sur le site après la 206.
Le site est fermé en janvier 2007, revendu à des promoteurs immobiliers et démoli. Il est remplacé depuis 2012 par un dépôt du Network Rail.

## Galerie

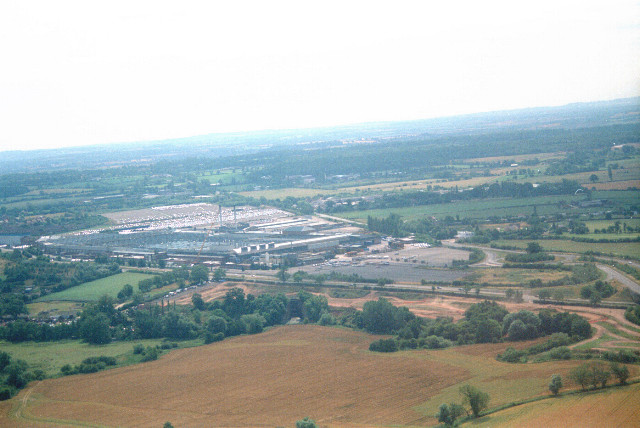
Vu du ciel en 2004.
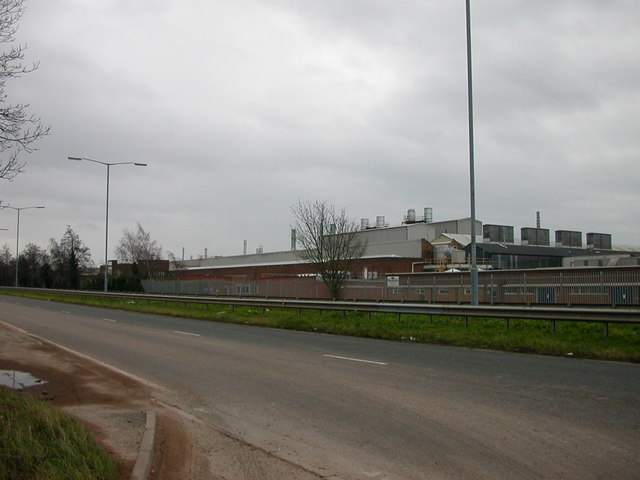
L'usine fin 2006.
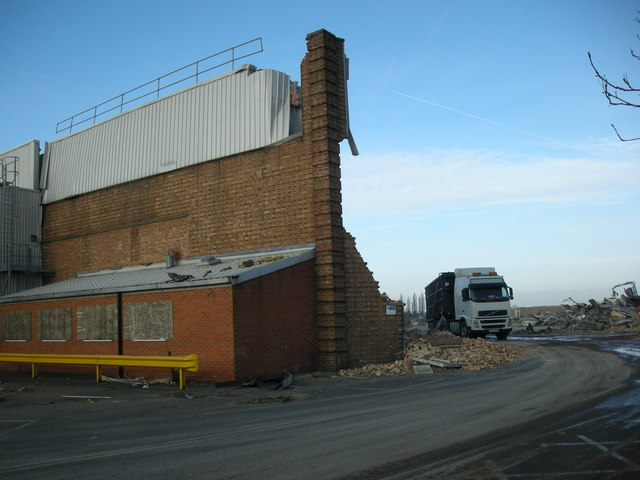
Démolition en 2008.